# Карлини, Джулио
Джулио Карлини (итал. Giulio Carlini; 12 августа 1826, Венеция — 21 октября 1887, Венеция) — итальянский художник и фотограф.
Известный итальянский портретист, чьи работы представлены в ряде музеев по всему миру (Вена, Мюнхен, Казань), а также в музеях различных городов Италии. Первая художественная подготовка проходила в Академии изящных искусств в Венеции (в годы с 1845 по 1850). Любил писать Венецию и венецианцев, его портрет Аристида выставлен в Музее Современного Искусства Ка' Пезаро.
В Венеции на площади Сан-Марко в знаменитом кафе Флориан один из залов, а именно «Зал великих людей» (итал. Sala degli Uomini Illustri) украшен картинами Джулио Карлини, изображающими десять знаменитых венецианцев: драматурга Карло Гольдони, путешественника Марко Поло, художника Тициана, дожей Энрико Дандоло, Франческо Морозини и Пьетро Орсеоло, архитектора Андреа Палладио, композитора Бенедетто Марчелло, учёного Паоло Сарпи и адмирала Веттора Пизани.
Являлся академиком Академии Изящных Искусств Венеции и Академии Рафаэля Санцио из Урбино, кавалер Итальянской Короны (1874 год).

## Галерея

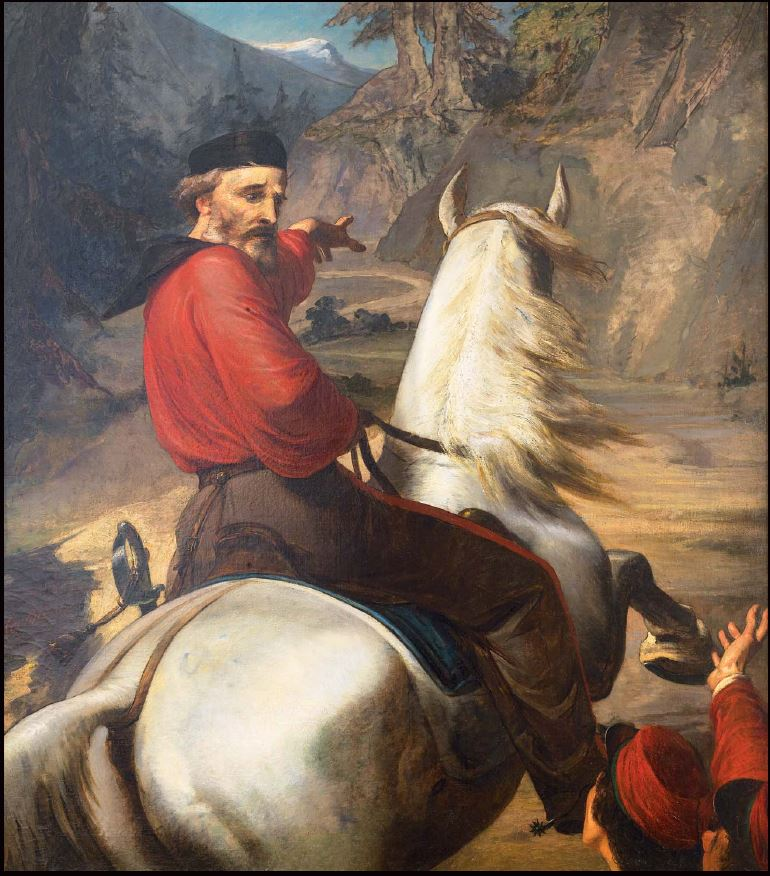
Джузеппе Гарибальди
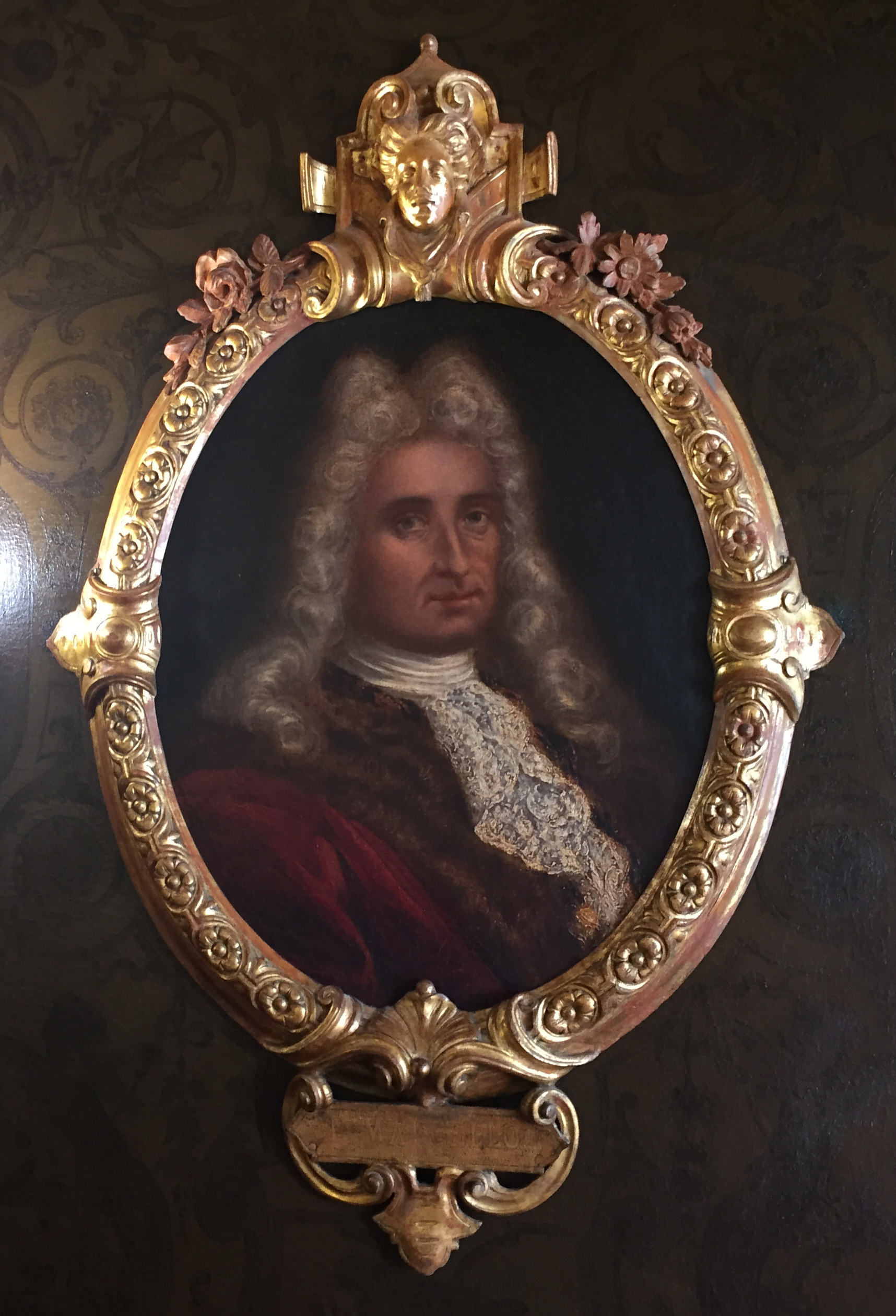
Одна из картин размещенных в кафе "Флориан" в Венеции
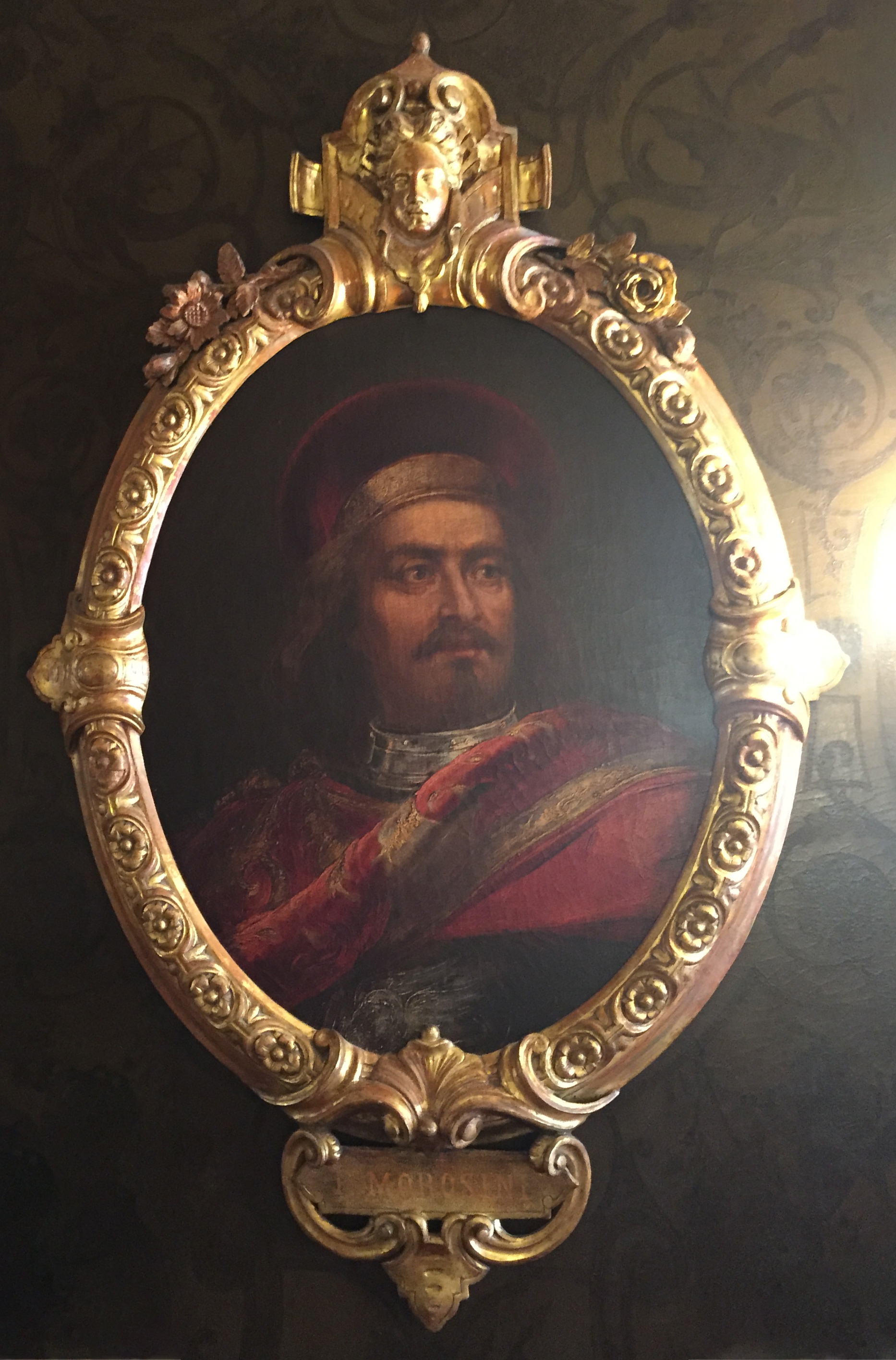
Одна из картин размещенных в кафе "Флориан" в Венеции
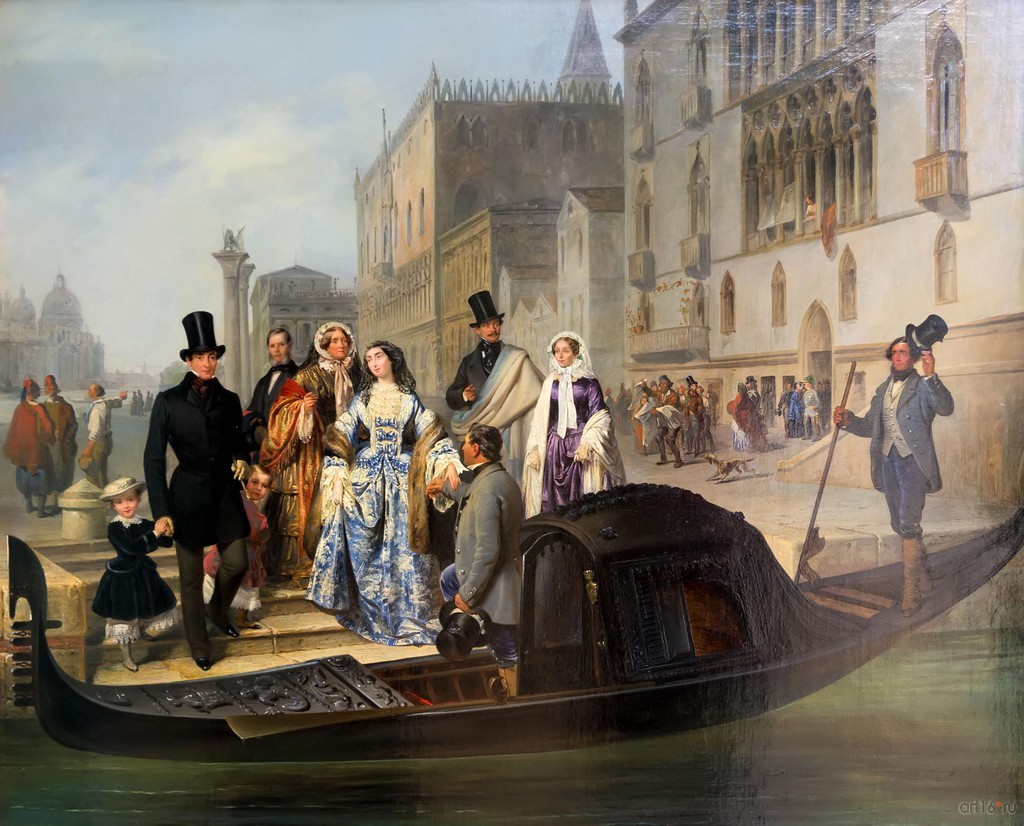
Семейство Толстых в Венеции